# Наджафабад

Наджафабад (перс. نجفآباد)- місто в Ірані. Столиця шагрестану Наджафабад, центральної провінції (остану) Ісфаган. За переписом 2006 року його населення становило 206,114 осіб. 
Він розташований на захід від міста Ісфаган і все більше стає частиною Ісфаганської агломерації. Наджафабад - батьківщина Хосейна-Алі Монтазері, професора Мустафи Моіна і генерала Ахмада Каземі. Місто служить торговим центром сільськогосподарської продукції в регіоні, відоме гранатами і мигдалем. 
Однією з визначних пам'яток Наджафабаду є "Арг-е Шейх Бахай".

## Освіта
У Наджафабаді є філія Ісламського університету Азада.

## Галерея

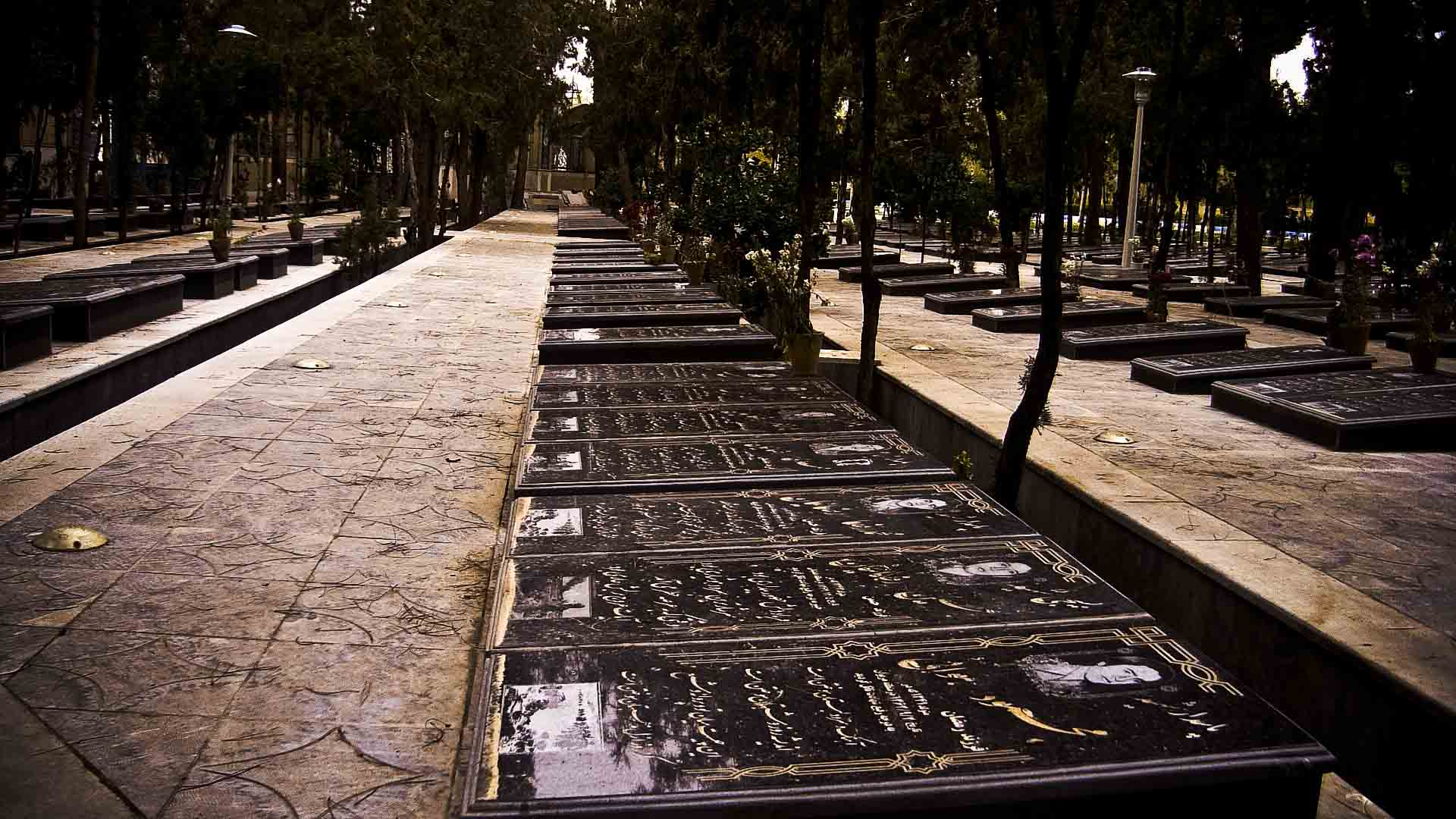
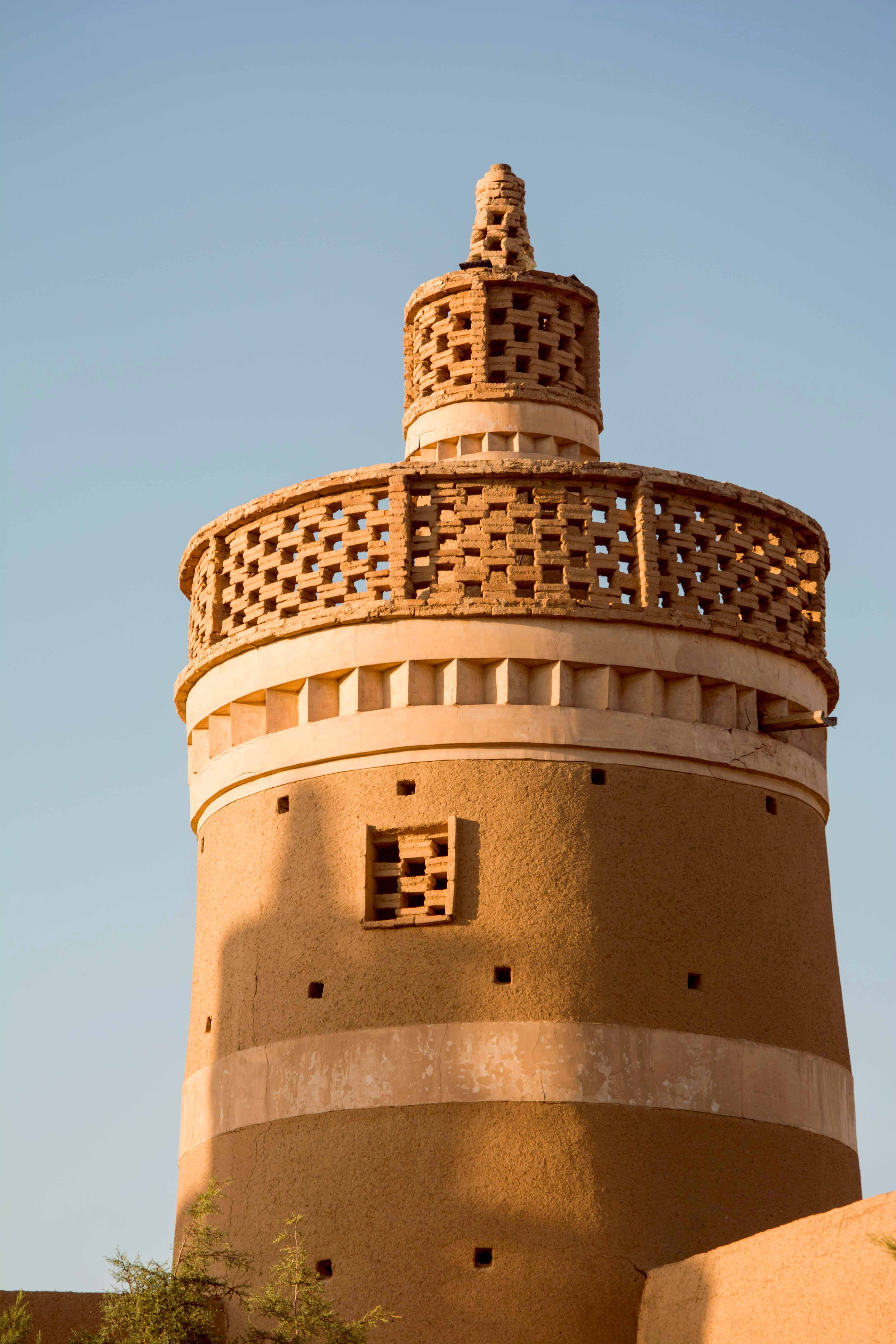